# Mestre André
José Pereira da Silva (Rio de Janeiro, 7 de fevereiro de 1932  - Rio de Janeiro, 4 de novembro de 1980), mais conhecido como Mestre André, foi um ritmista e mestre de bateria de escola de samba brasileiro, considerado o inventor das "paradinhas" de bateria. Fez história na Mocidade Independente de Padre Miguel, escola que ajudou a fundar, presidiu e dirigiu a bateria, conquistando a nota máxima do carnaval durantes vários anos.
Gostava de inventar instrumentos musicais, ajudando a criar o surdo de terceira (centralizador), o chocalho de platinela, a raspadeira e a baqueta múltipla para os tamborins. É o responsável pelo tradicional toque de caixa da Mocidade, baseado no agueré de Oxóssi. No carnaval de 1969 inovou ao levar para o desfile uma bateria formada por crianças. Em 1974 recebeu o Estandarte de Ouro de melhor bateria para a Mocidade. Em 1975 recebeu mais um Estandarte, de destaque do ano. Se desentendeu algumas vezes com a direção da Mocidade, saindo da escola e assumindo a bateria de outras agremiações como Portela, União da Ilha do Governador e Unidos do Jacarezinho.
Fora do carnaval, mantinha um bar na Vila Vintém e um grupo musical chamado "Samba e Batuque". Casou duas vezes e teve três filhos: Liane, Leonice e o cantor Andrezinho do Molejo, que posteriormente também dirigiu a bateria da Mocidade. Mestre André morreu no dia 4 de novembro de 1980, aos 48 anos de idade, vítima de um ataque cardíaco. Ídolo da Mocidade Independente, é tema de músicas e livros e foi homenageado no samba-enredo da escola em 2022.

## Biografia

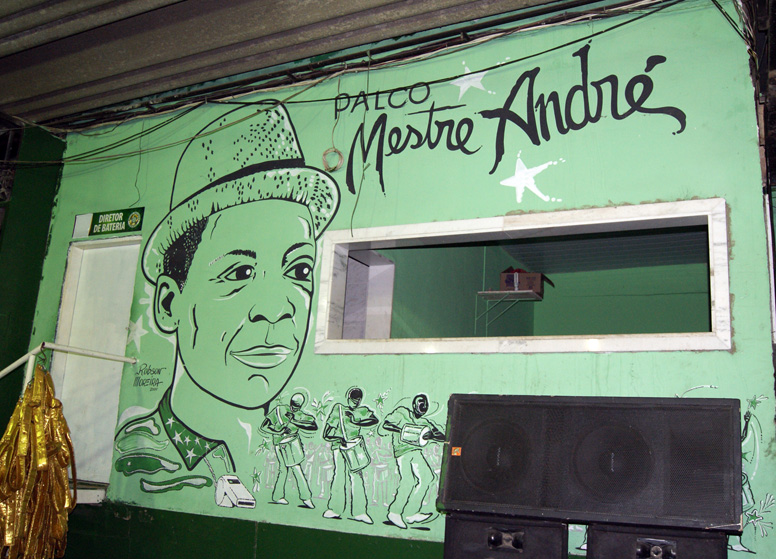
Homenagem a Mestre André na quadra da Mocidade Independente de Padre Miguel.

### Futebol e a Mocidade
José Pereira da Silva nasceu no dia 7 de fevereiro de 1932, no Rio de Janeiro. Empregado da Rede Ferroviária Federal, José era vascaíno e gostava de jogar futebol. Uma das explicações para o apelido "André" é por que ele não conseguia decorar o nome dos companheiros com quem jogava futebol, chamando a todos de "seu André". Outra versão, é que seria uma referência a um programa de televisão da época. Wandyr Trindade, o "Macumba", foi quem convidou André para integrar o time de futebol de várzea Independente Futebol Clube (IFC), onde o Mestre jogou como ponta-esquerda. O time cresceu a ponto de ter três categorias: primeiro quadro, segundo quadro e juvenil. Com o crescimento da equipe, André foi ficando cada vez mais no segundo quadro. Não era bom jogador, mas era o mais velho do grupo, por isso foi alçado ao posto de técnico do primeiro quadro. Após as partidas, era comum os jogadores se reunirem numa roda de samba improvisada. O lugar preferido para a confraternização era no Ponto Chic, local que abrigava bares e lojas de comércio em geral, além de palco para festas e manifestações culturais. Técnico do Independente, André compôs o grito de guerra do time ("Oh, minha gente, acaba de chegar / O Independente saudando o povo do lugar / Não é marra não, nem é bafo de boca / O Independente chegou / Deixando a moçada com água na boca"). Um ano após a fundação do time, os integrantes decidiram criar um bloco de carnaval. Em 1953, foi fundado o Bloco Carnavalesco Mocidade do Independente, tendo André como baliza (espécie de mestre-sala). Até que, em 10 de novembro de 1955, foi fundada a escola de samba Mocidade Independente de Padre Miguel. Entre seus fundadores estão José Pereira da Silva (Mestre André), Silvio Trindade (Tio Vivinho), Ivo Lavadeira, Tião Marino, entre outros. André foi o primeiro diretor de bateria da escola. Nunca estudou música, nem sabia tocar a maioria dos instrumentos, mas tinha uma boa audição e sabia identificar quando alguém estava fora do ritmo. André utilizava um apito, com o qual emitia códigos para os ritmistas executarem mudanças sonoras nos instrumentos. Depois passou a utilizar uma baqueta para reger a bateria. Foi o primeiro diretor de bateria referenciado e reverenciado como "mestre", algo que, posteriormente se tornou comum nas escolas de samba. André também gostava de criar instrumentos musicais. É de sua invenção a raspadeira (reco-reco casco de tatu), o chocalho de platinela, e o surdo de terceira (centralizador), que foi criado junto com Tião Miquimba. Também criou a baqueta múltipla para os tamborins, para dar a impressão de que haviam mais instrumentos na bateria. O toque de caixa da Mocidade, baseado no agueré (toque característico de Oxóssi), foi criado por André seguindo o pedido de Tia Chica, baiana da escola e mãe de santo do terreiro que ele frequentava. Em seu primeiro desfile oficial, no carnaval de 1957, a Mocidade conquistou a quinta colocação da segunda divisão (na época, Grupo 2). No carnaval de 1958, a escola venceu a segunda divisão, sendo promovida ao grupo de elite da folia carioca (na época, Grupo 1).

### Criação da "paradinha"

Bateria da Mocidade no carnaval de 1961.

Mestre André é considerado o criador da "paradinha" de bateria das escolas de samba. Há várias versões sobre a primeira "paradinha". A versão mais conhecida, e contada pelo próprio André, é que no desfile da Mocidade no carnaval de 1959, em um de seus movimentos à frente dos ritmistas, ele escorregou e caiu. No mesmo momento, a bateria parou de tocar. Rapidamente André se levantou, e num rodopio, apontou para o repique, que voltou a tocar, sendo seguido pelos demais instrumentos. Uma outra versão conhecida é de que o então mestre-sala da Mocidade, conhecido como Salgueiro, caiu durante a sua apresentação. A bateria estava perto e parou de tocar. Rapidamente Salgueiro se levantou e a bateria voltou a tocar. Uma terceira versão é contada por Djalma Nicolau, conhecido como "Galo Velho", tocador de caixa da agremiação, que diz ter sido ele quem sugeriu a "paradinha" para Mestre André, inspirado na batida de bandas militares que desfilaram na parada de 7 de Setembro do ano anterior. O fato é que a "paradinha" ocorreu e deu notoriedade à escola de samba, que passou a ser aguardada com expectativa pelas pessoas. O público que assistia os desfiles respondia as "paradinhas" com gritos de "olé". Especialistas passaram a classificar a bateria da Mocidade como a melhor do Rio. Em 1965, o jornal O Globo publicou que "a Mocidade Independente de Padre Miguel é uma bateria com uma escola de samba atrás". A escola passou a receber convites para levar seus ritmistas para se apresentar em outros estados. As demais escolas de samba passaram a copiar a "paradinha" da Mocidade e Mestre André enfileirou quinze anos consecutivos de notas máximas no carnaval. Entre 1964 e 1965, André foi presidente da Mocidade. Em sua gestão, foi comprado o terreno na Rua Coronel Tamarindo, onde mais tarde seria construída a quadra da escola.

### A vida fora do carnaval
André casou-se com Ilka Trindade, irmã de Wandyr Trindade (Macumba) e com ela teve duas filhas, Liane e Leonice. A separação foi traumática para toda a família, tanto que Macumba nunca mais falou com o ex-cunhado. Separado, André casou-se com Edna Guimarães e teve mais um filho, Andrezinho, que posteriormente também seria diretor de bateria da Mocidade.
Mestre André tinha um grupo musical, o "Samba e Batuque", que se apresentava no Clube Recreativo e Esportivo dos Industriários de Bangu (Creib), recebendo convidados famosos como Jamelão e Bezerra da Silva. Também promovia concursos como o "Bonequinha Sambista", cuja primeira rainha foi Babi, sua sobrinha e, posteriormente, porta-bandeira da Mocidade. André também tinha um boteco na favela da Vila Vintém, chamado "Bar Nota 10".

### Outras escolas e o título de 1979

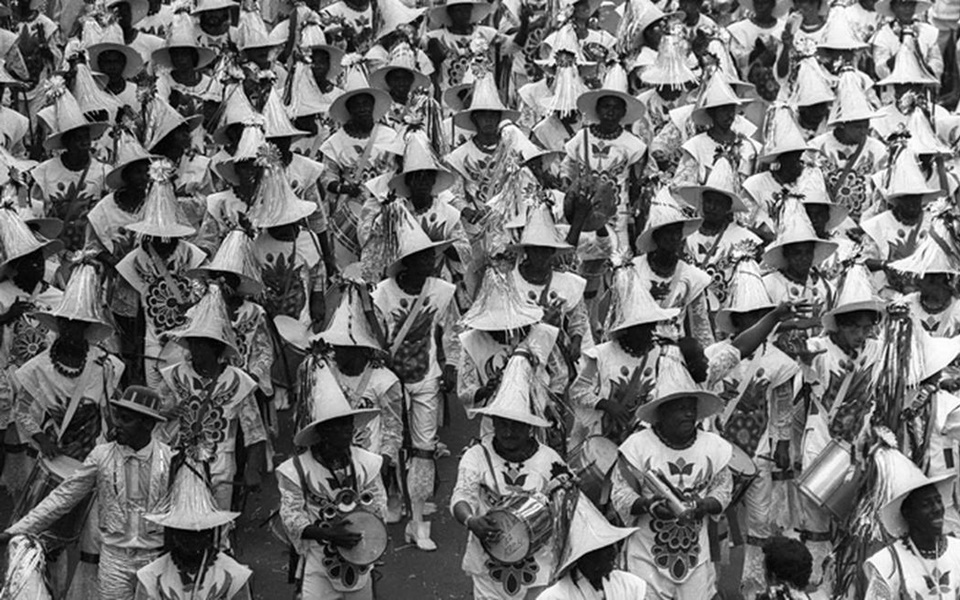
Bateria da Mocidade Independente no carnaval de 1974, ano em que recebeu o Estandarte de Ouro.

André não gostava de intromissões na maneira como conduzia sua bateria. Em 1966, a diretoria da Mocidade proibiu que a bateria fizesse as "paradinhas" e, contrariado, André deixou a escola. Enquanto estava brigado com a Mocidade, assumia a bateria de outras escolas. No carnaval de 1967, André foi o diretor de bateria da Portela, conquistando a nota máxima do carnaval. André retornou à Mocidade no carnaval seguinte, de 1968, garantindo a nota máxima novamente. Para o carnaval de 1969, André treinou vários ritmistas mirins. No desfile daquele ano, a Mocidade desfilou com duas baterias, sendo uma composta por trinta crianças, e a principal com 120 adultos. No carnaval de 1972 novamente se desentendeu com a direção da Mocidade, e foi dirigir a bateria da Unidos do Jacarezinho, que disputava a segunda divisão das escolas de samba. Em 1973, assumiu a bateria da União da Ilha do Governador, também na segunda divisão. No carnaval de 1974, André voltou a dirigir a bateria da Mocidade, garantindo a nota máxima no carnaval e recebendo o prêmio Estandarte de Ouro de melhor bateria do ano. No carnaval de 1975, a bateria "atravessou" e não recebeu a nota máxima pela primeira vez sob sua regência. Anos depois, em 1979, em entrevista ao jornal O Globo, André revelou que, em 1975, os chapéus das fantasias dos ritmistas chegaram quando eles já estavam tocando, e que tinham tamanhos diferentes, o que atrapalhou o trabalho deles. Ainda em 1975, André recebeu o Estandarte de Ouro de Destaque Masculino do ano. A Mocidade Independente conquistou seu primeiro título no carnaval de 1979 e Mestre André foi campeão pela única vez na elite do carnaval carioca. Seu último desfile foi no carnaval de 1980, no qual novamente conquistou a nota máxima no comando da bateria da Mocidade.

### Morte
Mestre André morreu na manhã do dia 4 de novembro de 1980, aos 48 anos de idade, vítima de um infarto agudo do miocárdio (ataque cardíaco). André infartou enquanto estava na casa de uma amante. Sua esposa, Edna, soube da morte através de um noticiário de uma emissora de rádio. O corpo foi velado na quadra da Mocidade Independente. Passaram pelo velório personalidades como o cantor Dicró; figuras da Mocidade como a porta-bandeira Soninha, o mestre-sala Roxinho, e o patrono Castor de Andrade; além da mãe de André, Rita Pereira da Silva. Na manhã do dia 5 de novembro, o cortejo com o corpo saiu da quadra da escola e passou por ruas do bairro, até o cemitério do Murundu, em Realengo, onde foi enterrado.

## Carnavais
Abaixo, a lista de desfiles de Mestre André como diretor de bateria.
| Ano  | Escola                                | Colocação   | Divisão  |
| ---- | ------------------------------------- | ----------- | -------- |
| 1957 | Mocidade Independente de Padre Miguel | 5.º lugar   | Grupo 2  |
| 1958 | Mocidade Independente de Padre Miguel | Campeã      | Grupo 2  |
| 1959 | Mocidade Independente de Padre Miguel | 5.º lugar   | Grupo 1  |
| 1960 | Mocidade Independente de Padre Miguel | 3.º lugar   | Grupo 1  |
| 1961 | Mocidade Independente de Padre Miguel | 7.º lugar   | Grupo 1  |
| 1962 | Mocidade Independente de Padre Miguel | 5.º lugar   | Grupo 1  |
| 1963 | Mocidade Independente de Padre Miguel | 6.º lugar   | Grupo 1  |
| 1964 | Mocidade Independente de Padre Miguel | 7.º lugar   | Grupo 1  |
| 1965 | Mocidade Independente de Padre Miguel | 6.º lugar   | Grupo 1  |
| 1966 | Mocidade Independente de Padre Miguel | 6.º lugar   | Grupo 1  |
| 1967 | Portela                               | 6.º lugar   | Grupo 1  |
| 1968 | Mocidade Independente de Padre Miguel | 6.º lugar   | Grupo 1  |
| 1969 | Mocidade Independente de Padre Miguel | 7.º lugar   | Grupo 1  |
| 1970 | Mocidade Independente de Padre Miguel | 4.º lugar   | Grupo 1  |
| 1971 | Mocidade Independente de Padre Miguel | 9.º lugar   | Grupo 1  |
| 1972 | Unidos do Jacarezinho                 | Vice-campeã | Grupo 2  |
| 1973 | União da Ilha do Governador           | 9.º lugar   | Grupo 2  |
| 1974 | Mocidade Independente de Padre Miguel | 5.º lugar   | Grupo 1  |
| 1975 | Mocidade Independente de Padre Miguel | 4.º lugar   | Grupo 1  |
| 1976 | Mocidade Independente de Padre Miguel | 3.º lugar   | Grupo 1  |
| 1977 | Mocidade Independente de Padre Miguel | 8.º lugar   | Grupo 1  |
| 1978 | Mocidade Independente de Padre Miguel | 3.º lugar   | Grupo 1  |
| 1979 | Mocidade Independente de Padre Miguel | Campeã      | Grupo 1  |
| 1980 | Mocidade Independente de Padre Miguel | Vice-campeã | Grupo 1A |

## Títulos e estatísticas
| Grupo            | Campeonato | Ano  | Vice | Ano  | Terceiro lugar | Ano              |
| ---------------- | ---------- | ---- | ---- | ---- | -------------- | ---------------- |
| Primeira divisão | 1          | 1979 | 1    | 1980 | 3              | 1960, 1976, 1978 |
| Segunda divisão  | 1          | 1958 | 1    | 1972 | -              | -                |

## Premiações
- Estandarte de Ouro (O Globo)

1. 1974 - Melhor bateria (Mocidade) [14][2][15]
2. 1975 - Destaque Masculino [3][16]

## Homenagens

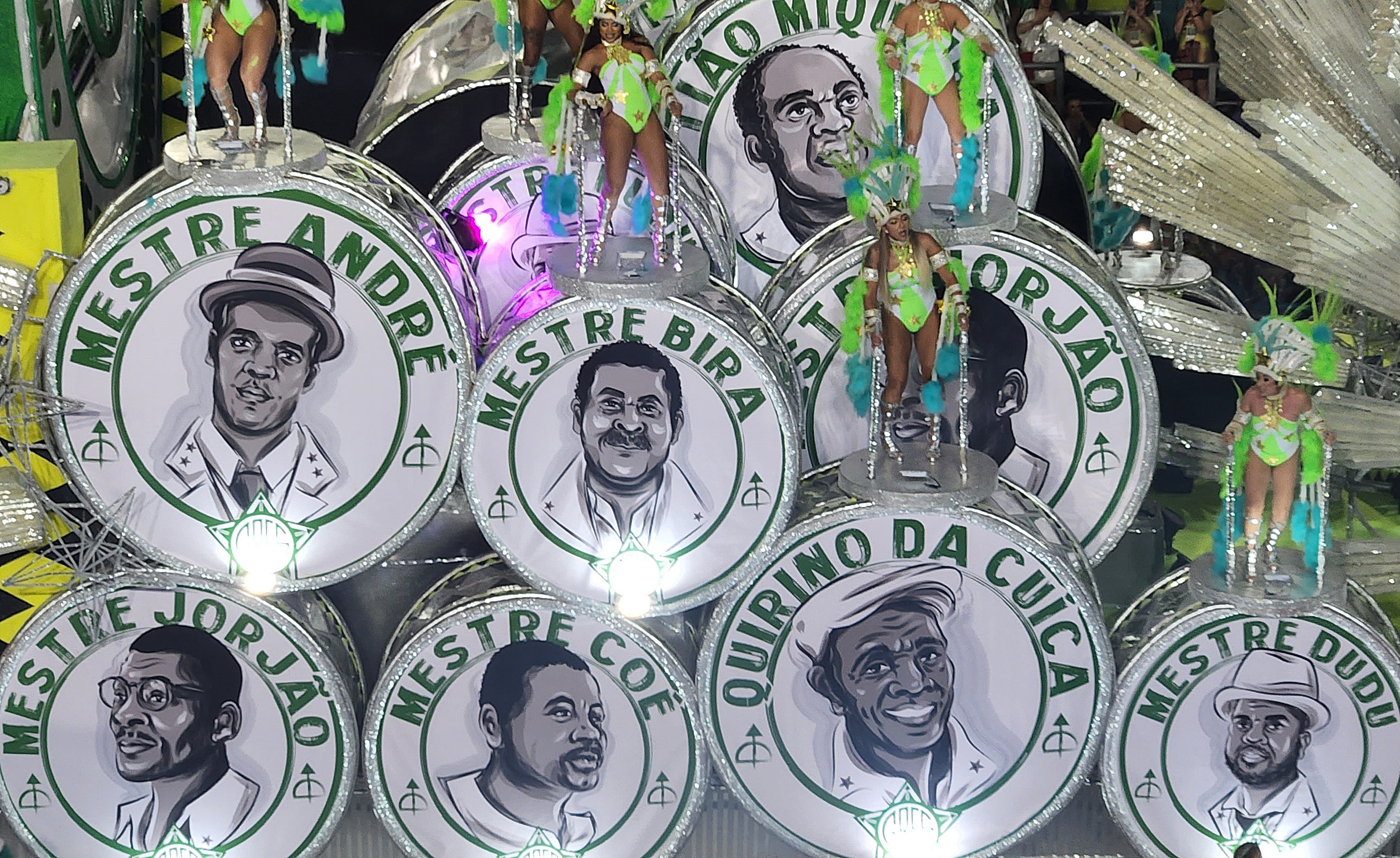
Desfile da Mocidade em 2022: homenagem a André e outros mestres de bateria da escola.

Em 2002 foi inaugurada a Vila Olímpica Mestre André, localizada em Padre Miguel, na zona oeste do Rio de Janeiro, nomeada em sua homenagem.
A letra da música "Salve a Mocidade", composta por Luís Reis, gravada e lançada por Elza Soares em 1974, cita Mestre André no trecho "O Mestre André diz todo dia / Ninguém segura a nossa bateria / Padre Miguel é a capital / Da escola de samba / Que bate melhor no carnaval". A música virou hino de exaltação da bateria da Mocidade Independente, sendo constantemente cantada nos ensaios, shows e esquentas da escola.
André também é citado na música "Mocidade Independente", composta por Mauro Duarte e Paulo César Pinheiro, gravada e lançada por Alcione em 1986, no trecho "Desde a famosa parada / Do tempo de Mestre André / Que ela incendeia a moçada / E vem da arquibancada / Esse grito de: olé!".
Também é citado no refrão principal do samba-enredo da Mocidade Independente do carnaval de 2022 ("Arerê / Arerê, Komorodé / Todo ogã da Mocidade é cria de Mestre André"). O desfile homenageou a bateria da escola e todos os mestres que passaram pela agremiação.
Em 2022, Xande de Pilares lançou a música "Mestre André", gravada junto com Andrezinho, filho de André. A canção foi composta por Xande, Andrezinho e Gilson Bernini.

## Livros sobre Mestre André
A história de André é abordada nos seguintes livros:
- 2013 - Estrela que Me Faz Sonhar: Histórias da Mocidade, de Bárbara Pereira.
- 2014 - As Três Irmãs - Como Um Trio de Penetras "Arrombou a Festa", de Alan Diniz, Alexandre Medeiros e Fábio Fabato.
- 2015 - Inventores do Carnaval, de Renato Lemos.